# Aleuroclava schimae
Aleuroclava schimae is een halfvleugelig insect uit de familie witte vliegen (Aleyrodidae). De wetenschappelijke naam van deze soort werd voor het eerst geldig gepubliceerd door Wang in 2020.